# Gamma Andromedae
Gamma Andromedae (γ And / γ Andromedae) è un sistema stellare costituito da quattro stelle situate nella costellazione di Andromeda. È tradizionalmente chiamata anche Almach (scritto anche Almaach, Almaack, Almak, Alamak); in cinese è nota anche come 天大將軍一 (la Prima Stella del Grande Generale del Paradiso).
Osservata con un piccolo telescopio, γ Andromedae può essere facilmente risolta in due componenti, offrendo uno spettacolo eccezionale per chi è alle prime armi con le osservazioni astronomiche. 

## Osservazione

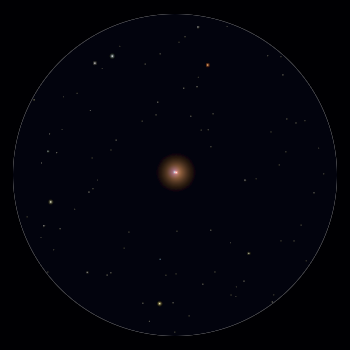
Almach

La sua posizione moderatamente boreale fa sì che questa stella sia osservabile specialmente dall'emisfero nord, in cui si mostra alta nel cielo nella fascia temperata; dall'emisfero australe la sua osservazione risulta invece più penalizzata, specialmente al di fuori della sua fascia tropicale.
Il periodo migliore per la sua osservazione nel cielo serale ricade nei mesi compresi fra settembre e febbraio; nell'emisfero nord è visibile anche per un periodo maggiore, grazie alla declinazione boreale della stella, mentre nell'emisfero sud può essere osservata solo durante i mesi della tarda primavera e inizio estate australi.

## Caratteristiche del sistema
La stella principale, Alamak A (γ1), è una gigante arancione luminosa (classe spettrale K3 IIb) di magnitudine +2,13. Si tratta di una stella con un enorme diametro, circa 80 volte quello solare, e con una luminosità 2000 volte superiore a quella del Sole.
La compagna (γ2), con una magnitudine di +4,84, dista 9,6 secondi d'arco dalla componente maggiore, ad un angolo di posizione di 63 gradi.
γ2 a sua volta viene risolta in altre due componenti dai telescopi più grandi. Le due componenti sono una stella bianco-azzurra di sequenza principale (tipo spettrale B8, magnitudine +5,1), Alamak B, ed una stella di classe spettrale A0 (magnitudine +6,3), Alamak C; le due stelle orbitano l'una attorno all'altra in un periodo di 64 anni, ad una distanzia media di 33 U.A.. 
La stella più brillante del sistema di γ2, cioè Alamak B, è ancora divisibile in altre due componenti: si tratta di una binaria spettroscopica, con un periodo di 2,67 giorni, entrambe queste stelle sono di classe B9.5V. Dunque Alamak è in realtà un sistema quadruplo.